# من أجل الأطفال
من أجل الأطفال For the Sake of the Children هو تقرير صدر في ديسمبر 1998، من قبل لجنة مشتركة خاصة بين مجلس الشيوخ ومجلس العموم في كندا، والذي تناول القضايا المتعلقة بالحضانة الأبوية والوصول إلى الأطفال بعد انهيار العلاقة. كان التقرير ملحوظ لتوصيته الرئيسية بأن يُفترض في المقام الأول أن تكون الرعاية الأبوية المشتركة هي العلاقة المناسبة بين الطفل ووالديه بعد انهيار العلاقة. ترأس اللجنة المشتركة السيناتور لاندون بيرسون وعضو البرلمان روجر جالواي .